# Трьохріч'є (Кілемарський район)
Трьохрі́ч'є (рос. Трёхречье, марій. Трёхречье) — присілок у складі Кілемарського району Марій Ел, Росія. Входить до складу Широкундиського сільського поселення.

## Населення
Населення — 110 осіб (2010; 89 у 2002).
Національний склад (станом на 2002 рік):
- росіяни — 51 %
- марі — 35 %